# Hermanas Fujisaki
Las Hermanas Fujisaki, Madoka (藤崎 円香 Fujisaki Madoka) y Arisu (藤崎 有栖 Fujisaki Arisu) son personajes de la serie de anime y manga Angelic Layer. Se caracterizan por su peinado odango.

## Madoka Fujisaki
Madoka Fujisaki (藤崎 円香 Fujisaki Madoka?) es un personaje de la serie de anime y manga Angelic Layer. Tiene una hermana menor Arisu, quien le crea sus ángeles. Practica Karate y esto le ayuda en sus peleas como Deus. Ha participado en torneos anteriores junto a Umyo su primer ángel, pero fue vencida por Hatoko y Suzuka, esto provoca el enojo de Madoka, el hecho de desechardeshechar a Umyo y crear un nuevo ángel, Mao. 
La avergüenza el hecho que fue vencida por una niña (en ese entonces de 4 años) y decide vencerla a cualquier precio lo cual la lleva a hacer trampa en su pelea con Misaki
La distraen para que Arisu tome a Hikaru y le colocan un interruptor que le impide moverse y así Mao ataque (le dicen que Hikaru tenía una mota de polvo para poner el interruptor). Eso hace Arisu hasta que es detenida por Ohjiro y así Misaki juega limpio y gana a Madoka y Mao. Después Misaki le pregunta a Madoka si es que su ángel está bien y Madoka le dice que desde ahora jugará limpio. En el manga no le dice nada y le saca el interruptor diciendo que tenía otra mota de polvo.
En el manga Madoka ve que Arisu no ha comprendido lo que Misaki le ha enseñado y decide hacer que peleen cuando Arisu tenga su propio ángel para que lo entienda. En el final del anime, Madoka ayuda a Arisu a entrenar para vencer a Misaki en el próximo Torneo. Aparece como presentadora en Tsubasa: RESERVoir CHRoNiCLE

## Arisu Fujisaki
Arisu Fujisaki (藤崎 有栖 Fujisaki Arisu?) es un personaje de la serie de anime y manga Angelic Layer. Es la hermana menor de Madoka Fujisaki y es quien le crea sus ángeles y posteriormente hacer trampa en el Torneo donde es descubierta por Icchan (en el manga es descubierta por Ohjiro). Gracias al hecho de que Misaki venza a Madoka comprende que hizo mal y apoya a su hermana, quien ya cambio de actitud. Está enamorada de Ohjiro Mihara. Al final crea un ángel homónimo, llamado Alice de tipo balance.
En el manga su ángel Alice pelea contra Hikaru y pierde. Ahí Arisu descubre el sentido de jugar el Angelic Layer. En el final del anime Arisu decide entrenar para ganar a Misaki en el próximo Torneo. Arisu envidia a Misaki por ser una talentosa novata y por ganarse el corazón de Ohjiro Mihara.
- Datos: Q5894944